# Navarra uralkodóinak listája
Navarra királyai eredetileg Pamplona uralkodói voltak. A terület fővárosáról elnevezett királyság 1076-ban Aragónia befolyása alá került, és ekkor az aragóniai királyok létrehoztak egy Navarra nevű grófságot a Pamplonai Királyság területén. Ettől kezdve az északi tartományt Navarrának nevezték, és amikor 1134-ben ismét önálló királyai lettek, már a Navarrai Királyság nevet vette fel.

## A Pamplonai Királyság első uralkodói (824–905)
| Dinasztia         | Uralkodó                       | Uralkodott | Megjegyzés |
| ----------------- | ------------------------------ | ---------- | --- |
| Pamplona királyai |                                |            | |
| Arista-Íñiguez    | I. Íñigo * 781 † 852           | 824–852    | Baszk nyelven Eneko Aritza, a Pamplonai Királyság alapítója. 841?-ben a viking fosztogatókkal harcolva megbénult.                                                                                          |
| Arista-Íñiguez    | I. Jimeno † 860                | 852–860    | I. Íñigo unokatestvére. Egyben Baszkföld uralkodója is. Teljes nevén: Jimeno Garcés. |
| Arista-Íñiguez    | I. García * kb. 805 † 882      | 860–882    | I. Íñigo fia, aki régensként uralkodott édesapja bénasága idején. Teljes nevén: García Íñiguez. |
| Arista-Íñiguez    | II. García * kb. 835 † kb. 885 | 870–882    | I. Jimeno fia. 860-tól kezdve, mint társkirály uralkodott. Teljes nevén: García Jiménez. |
| Arista-Íñiguez    | Egyszemű Fortún * 822 † 906    | 882–905    | I. García fia, aki már 870-től társkirályként uralkodott. 905-ben trónfosztották, a következő évben hunyt el. Teljes nevén: Fortún Garcés.                                                                 |
| Arista-Íñiguez    | II. Íñigo * ? † 905?           | 882–905    | II. García fia. Társkirályként uralkodott, halála után egyértelműen a család Jimenotól származó utódai vették át a hatalmat, ezért ezután már külön dinasztiáról beszélhetünk. Teljes nevén: Íñigo Garcés. |

## A Pamplonai Királyság, majd 1134-től Navarra uralkodói (905–1620)
border="1" cellpadding="4" style="background:AntiqueWhite;text-align:left;" 

| Portré                                       | Dinasztia    | Uralkodó                                                       | Uralkodott  | Megjegyzés |
| -------------------------------------------- | ------------ | -------------------------------------------------------------- | ----------- | --- |
| A Jimeno-ház uralkodói                       |              |                                                                |             | |
|                                              | Jimeno-ház   | I. Sancho * kb. 865 † 925. december 11.                        | 905–925     | Teljes nevén: Sancho Garcés. II. García király fia. |
|                                              | Jimeno-ház   | III. García * 919/921 † 970. február 22.                       | 925–970     | Teljes nevén: García Sánchez. I. Sancho király fia. Feleségül vette Andregota Galíndezt, Aragónia grófnőjét. |
| –                                            | Jimeno-ház   | II. Jimeno * kb. 882 † 931. május 29.                          | 925–931     | I. Sancho testvére. Társkirályként uralkodott. |
|                                              | Jimeno-ház   | II. Sancho * 938 † 994 decembere                               | 970–994     | Teljes nevén: Sancho Garcés Abarca. Aragónia grófja is. |
|                                              | Jimeno-ház   | IV. Félénk García * kb. 964 † 1000. július 29.                 | 994–1000    | |
| Interregnum (1000–1004)                      |              |                                                                |             | |
|                                              | Jimeno-ház   | III. Nagy Sancho * kb. 991/992 † 1035. október 18.             | 1004–1035   | Kasztília társgrófja és León meghódítója. |
|                                              | Jimeno-ház   | V. Nájerai García * 1016 novembere † 1054. szeptember 15.      | 1035–1054   | III. Sancho idősebb gyermeke, aki egy kisebb területű Navarrát kapott meg. Öccse, I. Nagy Ferdinánd León trónjára ülhetett, a két korona tehát szétvált.                                                                 |
|                                              | Jimeno-ház   | IV. Peñaléni Sancho * kb. 1039 † 1076. június 4.               | 1054–1076   | |
|                                              | Aragóniai    | V. Sancho * 1042/1043 † 1094. június 4.                        | 1076–1094   | Teljes nevén: V. Sancho Ramírez. III. Sancho házasságon kívül született fiának, I. Ramiro aragóniai királynak a gyermeke. Már a navarrai trónra kerülése előtt, 1063-tól Aragónia királya I. Sancho néven.               |
|                                              | Aragóniai    | Péter * 1068 † 1104. szeptember 28.                            | 1094–1104   | Aragónia királya. Meghódította Huescát. |
|                                              | Aragóniai    | Harcos Alfonz * 1073/1074 † 1134. szeptember 7.                | 1104–1134   | Aragónia királya. Elfoglalta Zaragozát. |
|                                              | Jimeno-ház   | VI. Újjáépítő García * kb. 1112 † 1150. november 21.           | 1134–1150   | V. García házasságon kívüli fiának az unokája, aki lerázta Navarráról az aragóniai befolyást. |
|                                              | Jimeno-ház   | VI. Bölcs Sancho * 1132. április 21. † 1194. június 27.        | 1150–1194   | |
|                                              | Jimeno-ház   | VII. Erős Sancho * 1154. április 17. † 1234. április 7.        | 1194–1234   | Halála után húgának, Blancának a gyermeke foglalhatta el a navarrai trónt. |
| Navarra királyai, a Champagne-ház uralkodói  |              |                                                                |             | |
|                                              | Champagne    | I. Trubadúr Theobald * 1201. május 30. † 1253. július 8.       | 1234–1253   | Champagne-ban IV. Theobald néven uralkodott. |
|                                              | Champagne    | II. Theobald * 1238 † 1270. december 4.                        | 1253–1270   | V. Theobaldként Champagne grófja. |
|                                              | Champagne    | I. Kövér Henrik * kb. 1244 † 1274. július 22.                  | 1270–1274   | III. Henrik néven Champagne grófja is. |
|                                              | Champagne    | I. Johanna * 1271. január 14. † 1305. április 4.               | 1274–1305   | 1284-ben feleségül ment IV. Fülöp, francia királyhoz. |
| Navarra királyai, a Capeting-ház uralkodói   |              |                                                                |             | |
|                                              | Capeting     | I. Szép Fülöp * 1268. április/június † 1314. november 29.      | 1284–1305   | IV. Fülöp néven Franciaország királya. |
|                                              | Capeting     | I. Civakodó Lajos * 1289. október † 1316. június 5.            | 1305–1316   | X. Lajosként francia király. |
|                                              | Capeting     | II. Hosszú Fülöp * 1293. november 17. † 1322. január 3.        | 1316–1322   | V. Fülöp néven francia király. |
|                                              | Capeting     | I. Szép Károly * 1294. június 18./19. † 1328. február 1.       | 1322–1328   | IV. Károly néven francia király. |
|                                              | Capeting     | II. Johanna * 1312. január 28. † 1349. október 6.              | 1328–1349   | Feleségül ment Évreux-i Fülöphöz. |
| Navarra királyai, az Évreux-ház uralkodói    |              |                                                                |             | |
|                                              | Évreux       | III. Évreux-i Fülöp * 1306. március 27. † 1343. szeptember 16. | 1328–1343   | Évreux grófja is egyben. |
|                                              | Évreux       | II. Gonosz Károly * 1332. október 10. † 1387. január 1.        | 1349–1387   | Évreux grófja is. |
|                                              | Évreux       | III. Nemes Károly * 1361. július 22. † 1425. szeptember 8.     | 1387–1425   | Évreux grófja is. |
|                                              | Évreux       | I. Blanka * 1387. július 6. † 1441. április 1.                 | 1425–1441   | Második házasságát II. János, aragóniai királlyal kötötte meg. |
| Navarra királyai, a Trastámara-ház uralkodói |              |                                                                |             | |
|                                              | Trastámara   | II. Nagy János * 1398. június 29. † 1479. január 20.           | 1425–1479   | Aragónia királya is. |
|                                              | Trastámara   | IV. Vianai Károly * 1421. május 29. † 1461. szeptember 23.     | 1441–1446   | Édesapja mellett trónörökösként ült Navarra trónján. |
|                                              | Trastámara   | I. Eleonóra * 1426. február 2. † 1479. február 12.             | 1479        | I. Blanka és II. János negyedik gyermeke, aki feleségül ment IV. Gastonhoz, Foix grófjához. |
| Navarra királyai, a Foix-ház uralkodói       |              |                                                                |             | |
|                                              | Foix-Grailly | I. Ferenc Phoebus * 1467. április 12. † 1483. február 12.      | 1479–1483   | Foix grófja is. |
|                                              | Foix-Grailly | I. Katalin * 1468. április 18. † 1517. február 12.             | 1483–1517   | 1483-ban feleségül ment Albret Jánoshoz. |
| Navarra királyai, az Albret-ház uralkodói    |              |                                                                |             | |
|                                              | Albret       | III. János * 1469 † 1516. június 14./17.                       | 1483–1516   | 1512-ben II. Ferdinánd, aragóniai király elfoglalta Navarra déli részét. Ezért Jánostól kezdve Navarra királyai Alsó-Navarra felett uralkodtak, amely a Pireneusoktól északra terület el, a mai Franciaország területén. |
|                                              | Albret       | II. Henrik * 1503. április 18. † 1555. május 25.               | 1517 – 1555 | |
|                                              | Albret       | III. Johanna * 1528. január 7. † 1572. június 9.               | 1555–1572   | Feleségül ment Bourbon Antalhoz, Vendôme hercegéhez. |
| Navarra királyai, a Bourbon-ház uralkodói    |              |                                                                |             | |
|                                              | Bourbon      | III. Henrik * 1553. december 13. † 1610. május 14.             | 1572–1610   | IV. Henrik néven Franciaország királya. |
|                                              | Bourbon      | II. Lajos * 1601. szeptember 27. † 1643. május 14.             | 1610–1620   | XIII. Lajos néven francia király. |

Miután Navarra királyai egyben Franciaország királyai is lettek, 1620-ban úgy döntött a francia udvar, hogy Navarrát beolvasztja a Francia Királyságba. Ugyan a Navarra királya címet még 1791-ig használták a francia uralkodók, és majd csak I. Napóleon idejében éledt fel újra, 1814 és 1830 között, a Navarrai Királyság megszűnt.